# Саскія в образі Флори
Флора, раніше також як Саскія в образі Флори (нід. Saskia als Flora) — картина голландського художника часів Золотої Доби Рембрандта ван Рейна, написана у 1634 році. Зберігається в 254 залі Ермітражу. В картині поєднані особливості історичного і пасторального портретів.

## Історія
У 1633-1634 Рембрандт одружився з натурницею Саскією ван Ейленбюрх і написав кілька її картин, де вона зображена у вигляді Флори, давньоримської богині квітів, розквіту, весни та польових плодів. У 1770 році картина була придбана послом російської імператриці Катерини II.

## Опис
На картині розміром 125 см × 101 см зображена Флора, одягнена в екстравагантний і екзотичний костюм із шовку та атласу зі срібною вишивкою, з довгими звисаючими рукавами та синьою мантією. Флора також носить на вусі велику перлову сережку. В руці вона тримає посох, прикрашений листям і квітами.

## Галерея

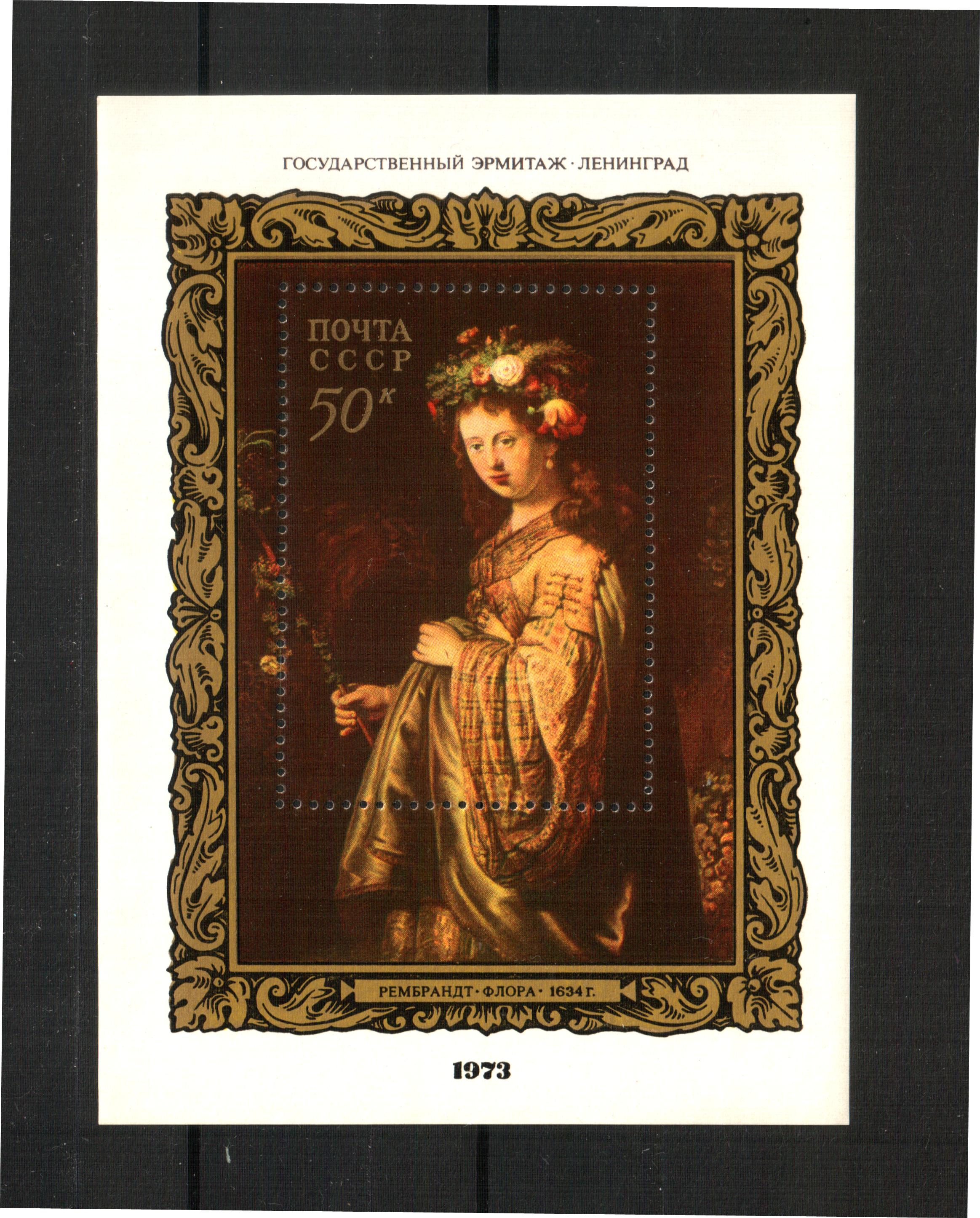
Поштова марка СРСР - Саскія у образі Флори
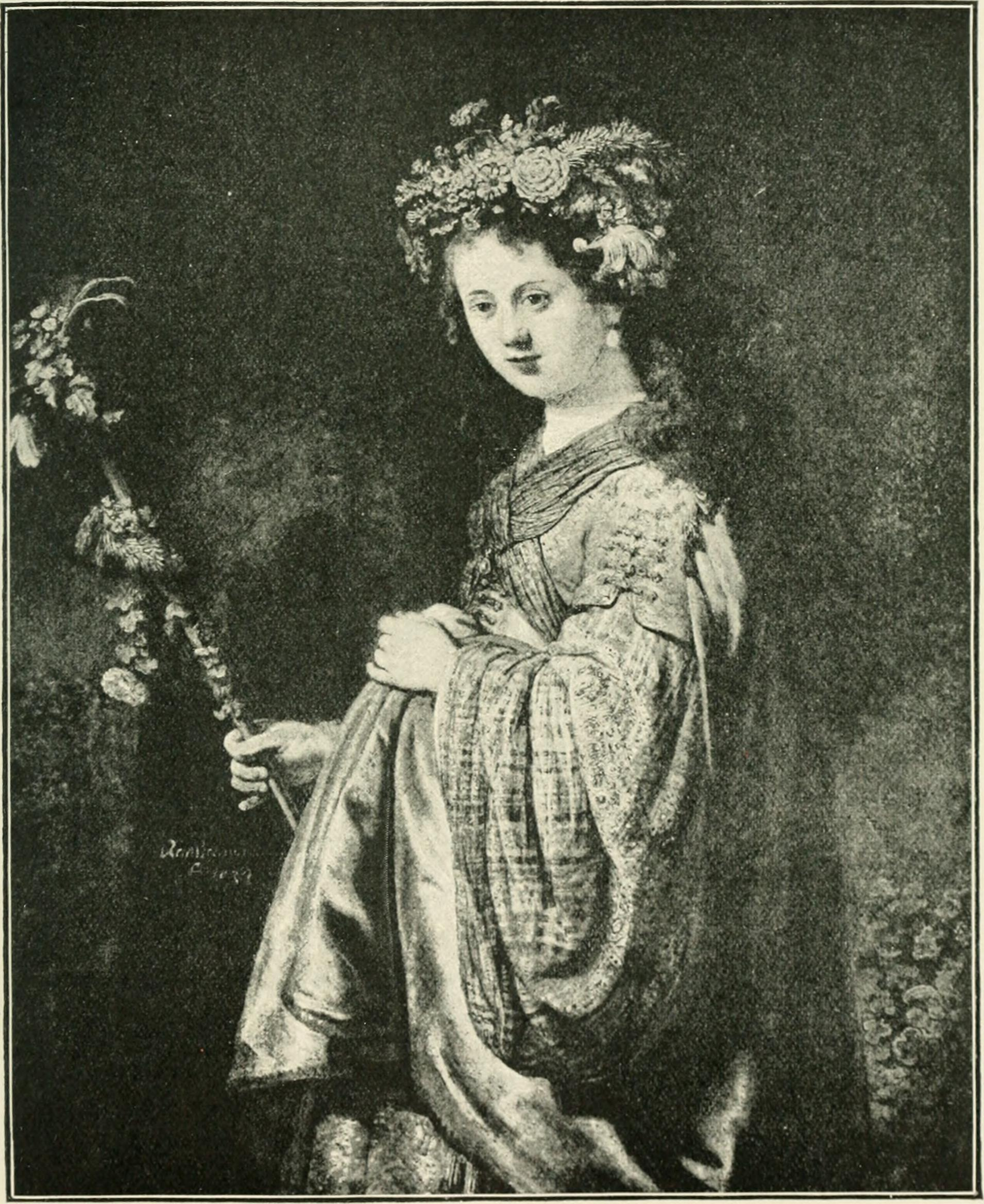
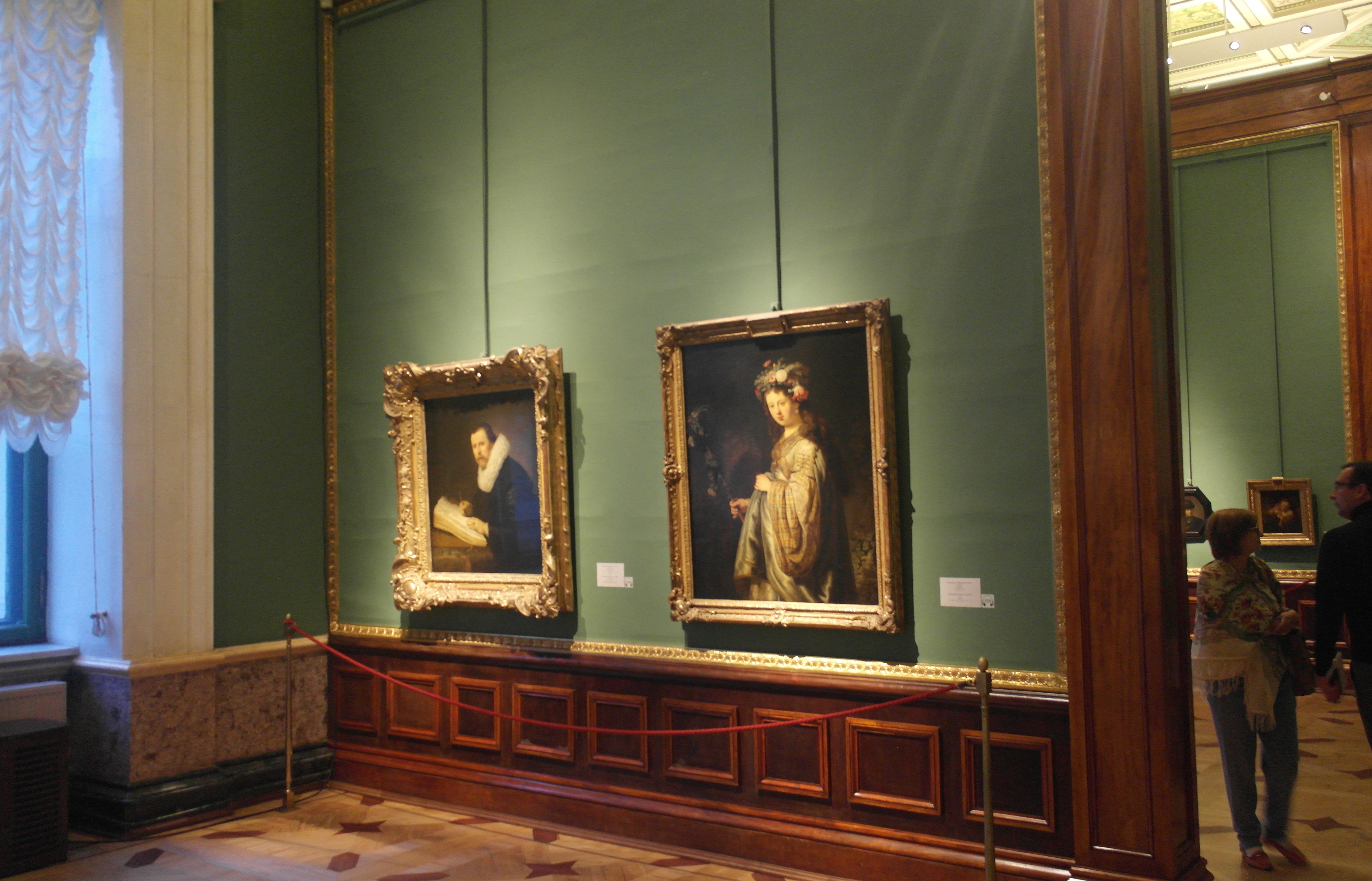
У залі 254 Ермітражу